# 슐라흐타

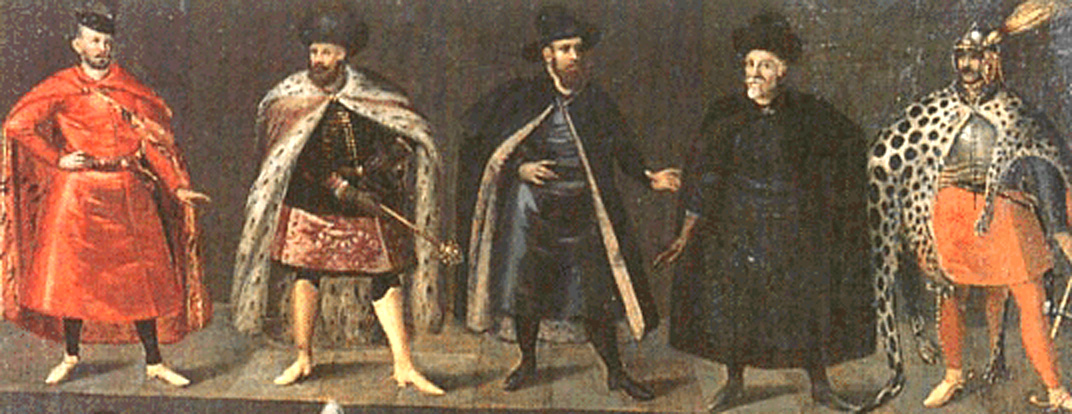
17세기 폴란드의 슐라흐타들

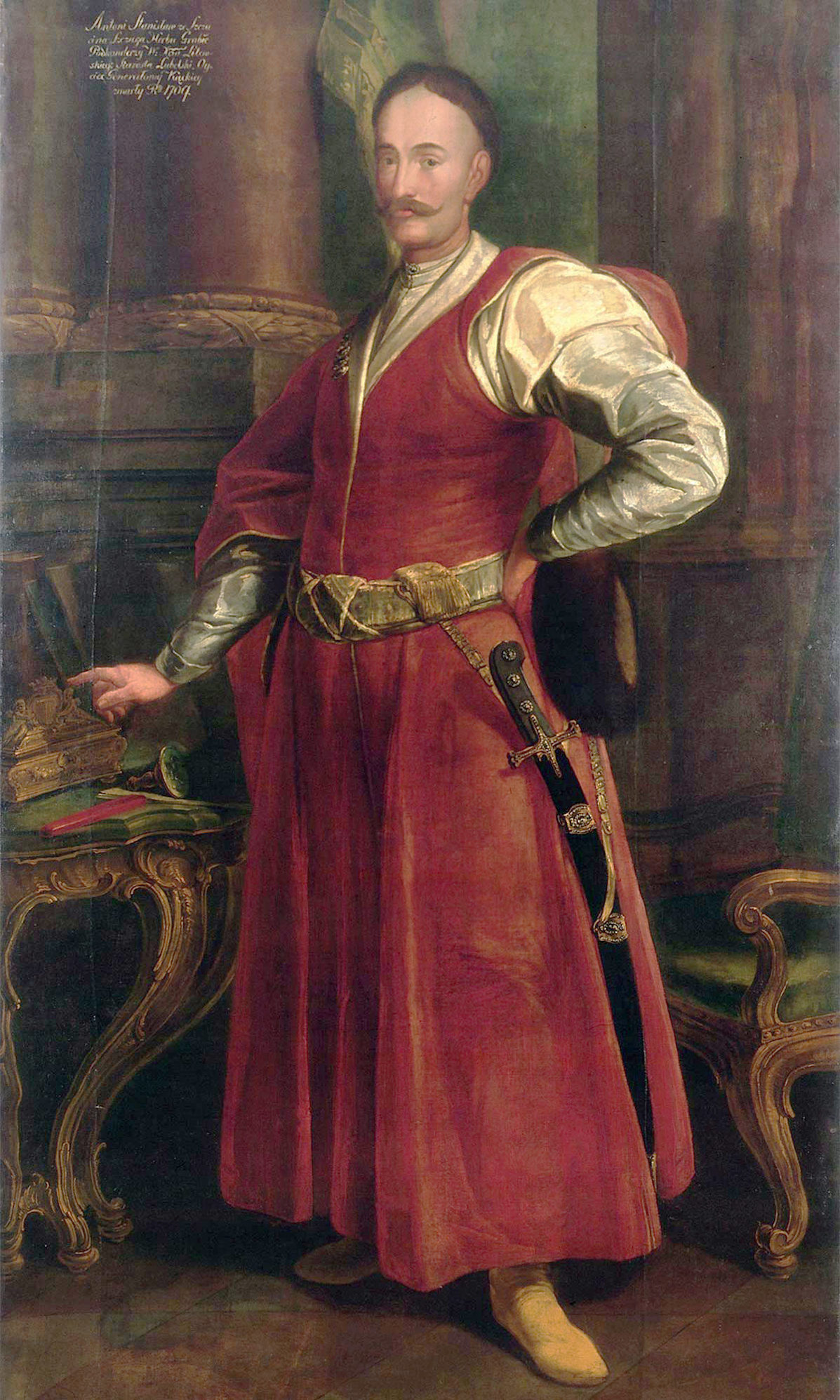
17세기 폴란드의 슐라흐타였던 스타니스와프 안토니 슈추카(:pl:Stanisław Antoni Szczuka)

슐라흐타(폴란드어: szlachta)는 폴란드 왕국에서 법적 특권, 참정권을 가졌던 사회 계급이나 그 계급에 속해 있던 귀족 작위를 뜻한다. 슐라흐타는 폴란드어로 '귀족'을 뜻한다. 이 계급은 폴란드 왕국과 리투아니아 대공국 간의 동군연합, 폴란드-리투아니아 연방, 루테니아로 확산되었다.

## 개요
10세기부터 영지를 소유한 지주와 기사 사이에서 슐라흐타 사회가 형성되었으며 13세기부터 15세기까지는 왕실의 칙령에 의해 정치적 특권, 법적 특권을 받는 기사 계급으로 성장했다. 슐라흐타는 빈부 격차나 직업상의 상하 관계가 있었지만 법적으로는 평등한 정치적 권리를 갖고 있었다.
폴란드-리투아니아 연방 시대에 슐라흐타 계급을 갖고 있던 귀족들은 폴란드-리투아니아 연방 전체 인구의 약 8%에 불과했다. 그렇지만 폴란드-리투아니아 연방의 단일 입법부인 세임(Sejm, 의회), 국정 자문기관인 추밀원을 소유했으며 의회의 입법권, 국왕 선출권을 행사했을 정도로 폴란드-리투아니아 연방의 국정을 주도했다. 또한 슐라흐타는 법적으로 평등한 정치적 권리를 갖고 있었고 수많은 여러 가지 특권을 가졌는데 이를 황금의 자유라고 부르기도 한다.
1772년부터 1795년까지 세 차례에 걸쳐 진행된 폴란드 분할로 인해 슐라흐타 계급을 갖고 있던 귀족들은 수많은 특권을 잃었다. 1921년 폴란드 제2공화국 헌법에 따라 슐라흐타 계급은 폐지되었다.

## 같이 보기
- 황금의 자유
- 민주주의